# Руска Маринова
Руска Цветанова Маринова е българска художничка – живописец.

## Биография
Родена е на 18 декември 1899 година в Самоков. Потомка е на българския просветител Захарий Круша. През 1919 година завършва Художествено-индустриалното училище в София, в класа на Цено Тодоров и Стефан Тодоров.
В периода 1927 – 1931 година живее в Париж, където организира самостоятелна изложба (1929), участва в колективни изложби и става член на Федерацията на френските художници (1931).
Нейно дело са фигурални композиции, пейзажи и натюрморти. Неин предпочитан жанр е портретът, изрисуван с пастел. Авторка е на над 200 портрети, като част от тях са организирани в тематични цикли. Обект на изобразяване в тези портрети са исторически личности, общественици, художниници, учени, жени и деца.
Излага творбите си на самостоятелни и колективни изложби. Организира 21 самостоятелни представяния на картините си. Първата ѝ самостоятелна изложба е проведена през 1919 година в София. През 1955 и 1975 година са проведени юбилейни изложби в същия град. Редовно участва в различни прояви на Съюза на българските художници.
Нейни произведения са притежание на Националната художествена галерия, Софийската градска художествена галерия, градски галерии и частни колекции в България и чужбина.
През 1937 година получава златен медал на Парижкото изложение. Носител е на орден „Кирил и Методий“ – I степен.
Умира през 1994 година.